# Charles McMurtrie
Charles Herbert McMurtrie (Orange, Nova Gal·les del Sud, 1 de maig de 1878 – Sydney, 9 d'agost de 1951) va ser un jugador de rugbi a 15 i rugbi a 13 australià que va competir amb la selecció d'Austràlia a començaments del segle xx.
El 1908 va guanyar la medalla d'or en la competició de rugbi dels Jocs Olímpics de Londres.